# Mercè Llimona i Raymat
Mercè Llimona i Raymat   (Barcelona, 16 d'abril de 1914 - Barcelona, 29 de novembre de 1997) fou una il·lustradora catalana especialitzada en literatura infantil.

## Biografia
Va néixer el 16 d'abril del 1914 al número 42 del carrer de Roger de Llúria de Barcelona. Pertanyia a una família amb tradició i artística, ja que era filla de Joan Llimona i Bruguera, neboda de l'escultor Josep Llimona i neta del músic i industrial Josep Llimona Bonafont. La família de la seva mare, Maria Raymat, segona esposa del seu pare, pertanyia a l'alta burgesia catalana. L'ambient familiar va influir decisivament en la seva vocació i en la de la seva germana Núria Llimona i Raymat, que també es va dedicar a la pintura.
Als quinze anys estudià a l'Escola de la Llotja, però, sentint-se més dotada per al dibuix que per a la pintura, va completar la seva formació al taller del seu oncle i a les Acadèmies Dalmases i Baixas. Als divuit anys va ingressar al Cercle Artístic de Sant Lluc mentre feia de professora de dibuix a la Mútua Escolar Blanquerna des del 1932.
Aviat il·lustrà amb dibuixos a ploma contes recollits per Valeri Serra i Boldú en les Rondalles populars, editades per Políglota: La dona que no volia rentar els plats i Les santetes. En aquests primers dibuixos ja es palesava la influència dels dibuixants francesos, de Lola Anglada i de Junceda.
De seguida va participar de la vida artística barcelonina. Així, l'any 1933 mostrava la seva obra en la II Exposició de 50 obres inèdites organitzada pel Cercle Artístic de Sant Lluc i el 1935 consta entre els artistes que van intervenir en la 1a Exposició col·lectiva d'artistes novells. Un cop esclatada la Guerra Civil Espanyola va formar part de l'Exposició d'Art pro-Ajut Permanent a Madrid que es va presentar a l'Ateneu Socialista de Catalunya (Quatre Gats) el març de 1937.
El mateix 1937 va marxar cap a París, on va treballar per a la Bonne Presse, l'editorial catòlica més important de França. Seguidament, des d'allà es traslladà a Sant Sebastià, on vivia la seva germana i el seu marit, amb qui viatjaria per Europa. Allà hi publicà una de les seves primeres obres, La princesa Risita (1938), i col·laborà en les revistes infantils Mis Chicas i Flechas y Pelayos. Abans d'acabar-se la guerra fou convidada a l'Exposició Internacional d'Art Sacre organitzada pel bàndol sollevat a Vitòria.
L'any 1939 tornà a Barcelona i començà la seva relació amb les editorials Juventud i Hymsa, amb una prolífica producció. Il·lustrà estampes, recordatoris, targetes, cartells, fulletons publicitaris. Va fer originals destinats a estamperia i nadales, amb uns dibuixos expressius i tendres que tenien força cura de l'ambient. Amb tot, destacà com a autora i il·lustradora de llibres infantils, malgrat que, a partir dels 50, n’il·lustrà alguns per a adults. Fou llavors quan experimentà en diferents tècniques de gravat i feu exlibris. El 1940 va il·lustrar el seu primer llibre, Blancanieves, publicat per Editorial Joventut, però el seu primer gran èxit va ser Tic-Tac (1942).
Mercè Llimona es va casar l'any 1943 amb l'advocat i economista Fèlix Escalas Fàbrega, amb el qual va tenir cinc fills. L'any 1951 va patir una poliartritis reumatoide que li afectà mans i cames, malaltia persistent al llarg de la seva vida, que la va perjudicar greument en l'àmbit professional. Malgrat els problemes, tot i així Mercè Llimona va treure forces i va lluitar per continuar dibuixant fins als últims dies de vida.
A partir dels anys 60 participà esporàdicament en algunes de les noves revistes catalanes com Cavall Fort i L’Infantil, i esdevingué la primera dona que presidí el Cercle Artístic de Sant Lluc entre els anys 1964 i 1966. A partir dels anys 70 estilitzà les figures dels seus dibuixos per adaptar-se als nous temps i a la seva malaltia i, a finals del decenni, augmentaren les il·lustracions on és palesa la influència de Greenaway i dels prerafaelites. A causa de la malaltia, el seu traç s’anà abreujant, el dibuix es va anar estilitzant i la paleta se suavitzà, dominant els colors pàl·lids. Però mai no deixà de dibuixar i en els darrers anys ho feia amb un pinzell japonès perquè ja no podia sostenir el llapis.
Fou presidenta de l'Associació Professional d'Il·lustradors (API), membre honorària de la Reial Acadèmia Catalana de Belles Arts de Sant Jordi i professora de la Mútua Escolar Blanquerna. El 1984 va obtenir el premi de la Generalitat al millor il·lustrador de llibres infantils i 1986 va rebre la Creu de Sant Jordi de la Generalitat de Catalunya.
En l'àmbit internacional als anys 80 col·laborà amb l'editorial Random House de Nova York i amb l'editorial francesa Les DeuxCoqs D'Or de Paris. Anys després l'editorial Destino va publicar el llibre Peter Pan i dos llibres en prosa, No m'oblidis i Diari d'una col·legiada, i un recull de les seves memòries: Han passat els anys i més apunts.
Finalment morí el 29 de novembre de l'any 1997 a Barcelona.

## Obra
Mercè Llimona va crear i il·lustrar més de mig centenar de llibres per a infants, entre els quals destaquen Tic-Tac, Chupete, El muñeco de papel (guardonat per la Fundación German Sanchez Ruiperez com un dels 100 millors llibres infantils del segle XX), Mi Angel de la Guarda, Ha nascut un infant, Del temps de l'àvia, Jocs i cançons, les sèries de Bibí i les adaptacions dels contes de Perrault i d'Andersen: La Ventafocs, Polzet, El soldadet de plom, etc., En Perot l'escabellat, de H. Hoffmann, entre molts d'altres.
Al llarg de la seva trajectòria va posar de manifest la seva admiració per autors i il·lustradors com ara Apel·les Mestres, Joan Junceda, i els anglesos Kate Greenaway, Arthur Rackham o Mabel Lucie Attwell, que van influir en el seus dibuixos. No obstant, va desenvolupar un estil propi molt personal, ple de sensibilitat i de detalls.
El Fons personal de Mercè Llimona es conserva a la Biblioteca de Catalunya.

### Obres infantils escrites i il·lustrades per Mercè Llimona
Algunes de les seves obres per a infants:
- La princesa risita. Donòstia / Sant Sebastià, 1938.

Xupet
- Chupete. Madrid: Chicos, 1941.
- Xupet. Barcelona: Hymsa, 1979.

Tic-Tac
- Tic-Tac: Las horas del dia de una niña. Barcelona: Hymsa, 1942.
- Tic-Tac: Les hores del dia d'una nena. Barcelona: Hymsa, 1976.
- Tic-Tac: Quelle heure est-il?. París: Deux Coqs d'Or, 1982.
- Tic-Tac: Les hores del dia d'una nena. Barcelona: Ediciones B, 2002.
- Tic-Tac: Las horas del dia de una niña. Barcelona: Ediciones B, 2002.
- Tic-Tac: Les hores del dia d'una nena. Barcelona: Associació de Mestres Rosa Sensat. Magenta Universal Productions, 2012 (en commemoració dels 70 anys de la 1a edició).

El ninot de paper
- El muñeco de papel. Madrid: Gilsa,1944.
- El ninot de paper. Barcelona: Ediciones B, 2002.
- El muñeco de papel. Barcelona: Ediciones B, 2002.

El meu Àngel de la Guarda
- Mi Ángel de la guarda. Barcelona: Hymsa, 1947.
- Mi Ángel de la Guarda. Barcelona: edebé, 2007.
- El meu Àngel de la Guarda. Barcelona: edebé, 2007.

Ha nascut un infant
- Ha nascut un infant. Barcelona: Hymsa, 1976.
- Ha nacido un bebé. Barcelona: Hymsa, 1979.

Jocs i cançons
- Jocs i cançons per als infants, il·lustracions de Mercè Llimona. Barcelona: Edicions Hymsa, 1977
- Jocs i cançons per als infants (llibre acompanyat de cassette), Canten Guillermina Motta i el grup Nin's. Barcelona: Hymsa, 1979.
- Juegos y canciones para niños. Barcelona: Hymsa, 1979.
- Comptines et chansons. Paris: Deux Coqs d'Or, 1982.

Altres jocs i cançons
- Altres jocs i cançons. Barcelona: Hymsa, 1978.
- Otros juegos y canciones. Barcelona: Hymsa, 1980.
- Jeux et refrains. París: Deux Coqs d'Or, 1982.

Del temps de l'àvia
- Del temps de l'àvia. Barcelona: Hymsa, 1978.
- Del tiempo de l'abuela. Barcelona: Hymsa, 1978.
- Belles histories d'autrefois. París: Deux Coqs d'Or, 1982.

Nadal
- Nadal: poemes i cançons. Barcelona: Hymsa, 1978.
- Nadal: poemes i cançons. Llibre acompanyat de cassette. Barcelona: Hymsa, 1978 .
- Navidad: Poemas y canciones. Barcelona: Hymsa, 1978.

Bibí
- Bibí i la primavera. Barcelona: Hymsa, 1981.
- Bibí y la primavera. Barcelona: Hymsa, 1981.
- Le printems de Fèlicie. París: les deux Coqs d'Or, 1982.
- Bibí i l'estiu. Barcelona: Hymsa, 1982.
- Bibí y el verano. Barcelona: Hymsa, 1982.
- Bibí i la tardor. Barcelona: Hymsa, 1982
- Bibí y el otoño. Barcelona: Hymsa, 1982
- Bibí i l'hivern. Barcelona: Hymsa, 1983.
- Bibí y el invierno. Barcelona: Hymsa, 1983

Bon dia!
- Bon dia! Gràcies! Si us plau!. Barcelona: Martín Casanovas, 1982.
- ¡Buenos días! ¡Gracias! ¡Por favor!. Barcelona: Martín Casanovas, 1982

### Obres adaptades i il·lustrades per Mercè Llimona
Mercè Llimona adaptà (traduí?) i il·lustrà com a mínim les següents obres:
Contes dels Germans Grimm
- Grimm, J. i W. Blancanieves. Barcelona: Juventud, 1941.
- Grimm, J. i W. Blancanieves. Barcelona: edebé, 2006 (en commemoració dels 10 anys de la seva mort).
- Grimm, J. i W. Blancaneus. Barcelona: edebé, 2006 (en commemoració dels 10 anys de la seva mort).
- Grimm, J. i W. Caperucita roja y los tres ositos. Barcelona: Juventud, 1944.

Altres (Charles Perrault, Hans Christian Andersen)
- PERRAULT, Charles.
  - La Ventafocs. Barcelona: Hymsa, 1984.
  - La Cenicienta. Barcelona: Hymsa, 1984.
- PERRAULT, CHARLES.
  - Polzet. Barcelona: Hymsa, 1985.
  - Pulgarcito. Barcelona: Hymsa, 1985.
- ANDERSEN, Hans Christian.
  - El soldadet de plom. Barcelona: Hymsa, 1986.
  - El soldadito de plomo. Barcelona: Hymsa, 1986.
- ANDERSEN, Hans Christian.
  - La donzelleta de la mar. Barcelona: Hymsa, 1987.
  - La sirenita. Barcelona: Hymsa, 1990.
- Cinc faules d'animals. Barcelona: Hymsa, 1990.
- Cinco fábulas de animales. Barcelona: Hymsa, 1990.
- Els tres óssos. Barcelona: Hymsa, 1988.
- Los tres osos. Barcelona: Hymsa, 1988.
- La rateta que escombrava l'escaleta. Barcelona: Hymsa, 1988.
- La ratita presumida. Barcelona: Hymsa, 1988.
- El conte de les set cabretes. Barcelona: Hymsa,1989.
- Las siete ovejas y el lobo. Barcelona: Hymsa,1989.
- ANDERSEN, Hans Christian.
  - La princesa del pèsol. Barcelona: Hymsa, 1992.
  - La princesa del guisante. Barcelona: Hymsa, 1992.
- PERRAULT, Charles. El libro de los cuentos de Perrault. Barcelona: Ediciones B, 2002.
- ANDERSEN, Hans Christian. El libro de los cuentos de Andersen. Barcelona: Ediciones B, 2002

### Obres il·lustrades per Mercè Llimona
Aquests son llibres de contes que la Mercè Llimona il·lustrà, però dels quals ella no n'és l'autora, ni tampoc les ha adaptat o traduït:
Rondalles populars
- Valeri Serra i Boldú:
  - La dona que no volia rentar els plats. Rondalles populars. Barcelona: Poliglota, 1930. Vol 2, p. 25-30
  - Les santetes. Rondalles populars. Barcelona: Poliglota, 1930. Vol 4, p. 19-45.
  - Val més enginy que força. Rondalles populars. Barcelona: Poliglota, 1931. Vol 7, p. 33-39.
  - El gos i la cogullana. Rondalles populars. Barcelona: Poliglota, 1931. Vol 7, p. 43-48.
  - El badoc. Rondalles populars. Barcelona: Poliglota, 1931. Vol 7, p. 49-54.
  - Anar per llana. Rondalles populars. Barcelona: Poliglota, 1931. Vol 7, p. 55-60.
  - Dos que volien descansar. Rondalles populars. Barcelona: Poliglota, 1932. Vol 12. p. 55-59.
  - Els estudiants de Cervera. Rondalles populars. Barcelona: Poliglota, 1932. Vol 8. p. 9-27.
  - Francesca La Bisbal. Rondalles populars. Barcelona: Poliglota, 1932. Vol. 9. p. 7-24.
  - Joan pobre i Joan ric. Rondalles populars. Barcelona: Poliglota, 1932. Vol. 10. p. 49-68.
  - Llegenda de Santa Brígida. Rondalles populars. Barcelona: Poliglota, 1932. Vol. 8. p. 59-75.
  - La Mare del sol i el pare dels sacs. Rondalles populars. Barcelona: Poliglota, 1932. Vol 8. p. 59-75.
  - Marieta i Josepet. Rondalles populars. Barcelona: Poliglota, 1932. Vol. 11. p. 23-43.
  - La bruixa de la cova gran. Rondalles populars. Barcelona: Poliglota, 1932 - (coberta il·lustrada per Mercè Llimona).
  - Rondalles populars. Cobertes il·lustrades per Mercè Llimona: Vols 8 i 9. Barcelona: Poliglota, 1932
  - Els tres consells del pagès. Rondalles populars. Barcelona: Poliglota, 1932. Vol. 12. p. 39-51.

Altres
- Cartilla. Silabario español. Barcelona: Seix y Barral, 1940.
- El Libro de las fábulas. Recopilación de las más famosas fábulas de Samaniego, La Fontaine, Iriarte, Hartzembusch, etc. Il·lustracions de Llaverias. Barcelona: Juventud, 1943 - (cobertes il·lustrades per Mercè Llimona).

Novelas para niñas
- Kate Douglas Wiggin.
  - Rebeca de la granja del sol. Novela americana para niñas de 12 a 16 años. Barcelona: Hymsa, 1943.
  - Lo que contó Rebeca a sus amigas. Novela americana para niñas de 13 a 16 años. Barcelona: Hymsa, 1945.
- Ilde Gir (pseudònim de Matilde Gironella Escuder). Marialí. Novela para niñas. Barcelona: Juventud, 1947.
- Pilar Sepúlveda. Un colegio de muñecas. Novela para niñas de 8 a 12 años. Barcelona: Hymsa, 1951.

Duendes, Heidi, etc
- Los duendes y otros cuentos populares. Barcelona: Miquel-Rius, 1947 - coberta il·lustrada per Mercè Llimona.
- Johanna Spyri (com a Juana Spyri). Heidi. Barcelona: Juventud, 1954. Il·lustracions de coberta i làmines interiors de Mercè Llimona.
- Mi libro encantado. México: Cumbre: Éxito, 1959.
- José María Sánchez-Silva y García-Morales.
  - Marcel·lí pa i vi. Barcelona: Raylú, 1969.
  - Marcelino pan y vino. Barcelona: Raylú, 1969.
- Heinrich Hoffmann.
  - En Perot l'escabellat. Barcelona: Hymsa, 1980.
  - Pedrito el greñoso. Barcelona: Hymsa, 1980.
- Alexandra Wallner.
  - The Seasons with Strawberry Shortcake. Nova York: Random House, 1980.
  - Strawberry Shortcake and Her Friends. Nova York: Random House, 1980.
  - Strawberry Shortcake and the Winter that Would not End. Nova York: Random House, 1982.
  - Strawberry Shortcake's Favorite Mother Goose Rhymes. Nova York: Random House, 1983.
- Lev Tolstoi (com a Lleó Tolstoy). El sabater Martí Avdieitx. Barcelona: L'Abadia de Montserrat, 1990.
- Molière. El malalt Imaginari. Barcelona: Enciclopèdia Catalana, Edicions Proa, 1990.
- Sir James Matthew Barrie, Peter Pan
  - Peter Pan i Wendy. Barcelona: Destino, 1994. (Adaptació de Xavier Roca-Ferrer).
  - Peter Pan y Wendy. Barcelona: Destino, 1994.

### Llibres no infantils escrits per Mercè Llimona
També va escriure un parell de dietaris.
- No m'oblidis. Diari d'una col·legiala. Barcelona: Destino, 1995
- Han passat els anys i més apunts. Barcelona: Destino,1996.

### Llibres no infantils il·lustrats per Mercè Llimona
- Jérôme i Jean Tharaud.Leyendas de la Virgen. Barcelona: Edicions Mediterráneas, 1952.
- Ramon Garriga i Boixader (l'Ermità de Samalús). Somnis entre palmes. Barcelona: (Horta impr.), 1953.
- Jordi Llimona i Barret. La noia de Cadaqués i altres històries. Barcelona: Selecta, 1973.[10]

### Sèries infantils, col·laboracions en revistes i diaris
Publicava sèries de contes i col·laboracions a revistes i diaris com ara:
- La Mainada. Barcelona.
- Lecturas[11]
- Chicos, semanario infantil. Donòstia / Sant Sebastià, 1938.
- Pelayos. Donòstia / Sant Sebastià, 1938.
- Flechas y Pelayos, semanario nacional infantil. Donòstia / Sant Sebastià, 1939.
- Mis Chicas, revista infantil. Madrid, 1942.
- Destino. Barcelona, 1942-43 (il·lustrà contes de Dickens, Bennet, Pirandello i Murray).
- L'infantil. Mediterrà. Barcelona, 1963-65.
- Tretzevents. L'Abadia de Montserrat, 1982 - (portada del núm. extraordinari commemoratiu, el núm. 400).
- Avui, del jovent. Barcelona, 1985 («El darrer espantaocells»).
- Diari de Barcelona, capçalera del dijous, 7 de gener de 1988.
- Cavallfort, il·lustració per a «La casa del bosc», de J. Cuadras. núm. 177.[10]

Algunes de les seves sèries principals
- Las travesuras de Puck (Pelayos, 1937)
- Pedrito y Candy (Chicos, 1938)
- Escarabajín quiere casarse (Chicos, 1938)
- Un bello gesto (Chicos, 1938)
- Bobín (Chicos, 1938)
- La confesión de Hildebrando (Chicos, 1938)
- Los mejores cuentos extranjeros (Chicos, 1938)
- El corral de don Pancho (Chicos, 1938)
- El muñeco de papel (Chicos, 1939)
- La petita Alícia (L'infantil, 1963)[11]